# Jacques Junyen
Jacques Nicolas Junyen est un homme politique français né le 2 juillet 1784 au Dorat (Haute-Vienne) et décédé le 20 mai 1855 à Paris.

## Biographie
Propriétaire à Montmorillon, il est maire de la commune en 1815 et conseiller général. En juillet 1830, il est sous-préfet de Montmorillon, et démissionne en octobre pour devenir député. Il est député de la Vienne de 1830 à 1851, siégeant dans l'opposition de gauche sous la Monarchie de Juillet, puis avec la droite sous la Deuxième République.

## Sources
- « Jacques Junyen », dans Adolphe Robert et Gaston Cougny, Dictionnaire des parlementaires français, Edgar Bourloton, 1889-1891 [détail de l’édition]